# Джонсон, Элвин Сондерс
Элвин Сондерс Джонсон (англ. Alvin Saunders Johnson; 18 декабря 1874, Гомер, Небраска, США — 7 июня 1971, Аппер-Найек, штат Нью-Йорк, США) — американский экономист, сооснователь и первый директор университета Новой школы, президент Американской экономической ассоциации в 1936 году.

## Биография
Элвин родился 18 декабря 1874 года в Гомере, штат Небраска, США в семье датских переселенцев. Обучение прошёл в государственных школах штата Небраска.
В 1893 году поступил в университет Небраски-Линкольна, где изучал экономику и классическую и немецкую литературу. В 1897 году получил степень бакалавра искусств в университете Небраски. В течение испано-американской войны 1898 года служил в Армии США. В 1902 году получил степень доктора философии в Колумбийском университете.
Преподавательскую деятельность начал в Колумбийском университете, затем в 1906—1907 годах преподавал в университете Небраски, в 1907—1909 годах в Техасском университете, в 1909—1911 годах в Чикагском университете, в 1911—1912 годах в Стэнфордском университете, в 1912 году в Корнеллском университете.
В течение 1917 года работал в Совете национальной обороны в Вашингтоне. В 1902—1906 годах был редактором журнала Political Science Quarterly, а с 1917 года редактором The New Republic. В 1918 году был одним из основателей университета Новая школа в Нью-Йорке, а в 1922—1945 годах его директором. Университет получил название «Университет в изгнании», в нём, благодаря усилиям Джонсона, работали 184 учёных эмигрантов, спасавшихся от нацистов. С 12 факультетов 1933 года выросло до 26 в 1941 года, а количество учащихся перевалило за 520 студентов. В 1924 году стал редактором Энциклопедии социальных наук. В 1945 году вышел в отставку.
Элвин Джонсон умер в 7 июня 1971 года в Аппер-Найеке, штат Нью-Йорк.
Семья
Джонсон женился на Эдит Генри Джонсон.

## Память
В 2012 года Элвин Джонсон был введён в Зал славы штата Небраски.

## Награды
За свои достижения был удостоен почётных докторских степеней от Новой школы, Брандейского университета, университета Небраски, Хибру Юнион колледжа, Иешива-университета, а также от Брюссельcкого университета, Алжирского университета и Гейдельбергского университета.